# Iglesia Episcopal de la Encarnación (Manhattan)
La Iglesia Episcopal de la Encarnación (en inglés: Church of the Incarnation) es una iglesia histórica ubicada en Nueva York, Nueva York. La Iglesia Episcopal de la Encarnación se encuentra inscripta como un Hito Histórico Neoyorquino en la Comisión para la Preservación de Monumentos Históricos de Nueva York al igual que en el Registro Nacional de Lugares Históricos desde el 8 de julio de 1982. 

## Ubicación
La Iglesia Episcopal de la Encarnación se encuentra dentro del condado de Nueva York en las coordenadas 40°44′54″N 73°58′57″O / 40.748333, -73.9825.